# Casa dos Estudantes do Império
Die Casa dos Estudantes do Império (CEI), portugiesisch „Haus der Studenten des Imperiums“, war eine 1944 in Lissabon gegründete Einrichtung des portugiesischen Staates für portugiesische Studenten, deren vorrangiges Ziel es war, Studenten aus den Überseeprovinzen (Angola, Guinea-Bissau, Kap Verde, Mosambik) einen Ort der Zusammenkunft zu geben. Gleichzeitig hatte die Einrichtung auch das Ansinnen, die Ideen des Kolonialismus unter den Studenten zu fördern. Im Zuge der portugiesischen Kolonialkriege war das Haus Keimzelle für die luso-afrikanischen Unabhängigkeitsbewegungen, 1965 schloss die portugiesische Geheimpolizei PIDE die Einrichtung.
Der Sitz befand sich in der Avenida Duque D’Ávila Nr. 23 Ecke Rua Dona Estefânia zwischen Praça Duque de Saldanha und dem Instituto Superior Técnico.

## Geschichte
Das „Haus der Studenten des Imperiums“ entstand im Zuge der Vereinigung der Casa dos Estudantes de Angola (gegr. 1943), der Casa dos Estudantes de Moçambique (gegr. 1944) und der Casa dos Estudantes de Cabo Verde (gegr. 1944) 1944 auf Vorschlag des damaligen Kolonieministers Francisco Vieira Machado. Idee des Ministers war es den Gedanken des portugiesischen Kolonialismus („Ein Portugal auf mehreren Kontinenten“) insbesondere auch in der heranwachsenden luso-afrikanischen Elite zu verbreiten.
Nach Gründung leitete zunächst Alberto Marques Mano de Mesquita das Haus, der direkt vom Ministerium für Kolonien eingesetzt worden war. Mesquitas leitete die Einrichtung nur vorübergehend: Bereits im Jahr 1945 ersetzte eine Vollversammlung der Mitglieder des Hauses, die im benachbarten Liceu Camões tagte, Mesquita durch eine eigene, studentische Leitung. Die Studenten verweigerten sich einer salazaristischen Hausleitung.
Das Haus stand prinzipiell allen portugiesischen Studierenden nach dem Motto „von Timor bis zum Minho“ offen. Neben einer Kantine, einer Krankenstation, kulturellem und sportlichen Programm besaß das Haus auch etwa zwei dutzend Wohnheimplätze. Neben dem Haus in Lissabon gab es zwei weitere Filialen in der traditionellen Universitätsstadt Coimbra. Seit 1948 wurde monatlich die Zeitschrift Mensagem (port. für „Nachricht“) herausgegeben.
Im Zuge der zunehmenden Spannung in den Kolonien entwickelte sich das Haus zu einem Treffpunkt guineischer, angolanischer und mosambikanischer Studenten, die dort Wege und Ideen von möglichen Unabhängigkeitsbestrebungen diskutierten. Historikerinnen und Historiker sehen das Haus als Keimzelle für die luso-afrikanischen Unabhängigkeitsbewegungen. Unter anderem fanden sich im Haus Amílcar Cabral (Gründer der PAIGC), Lúcio Lara (Generalsekretär der MPLA), Agostinho Neto (erster Staatspräsident Angolas) und Marcelino dos Santos (Gründer der FRELIMO) ein.
Mit dem Beginn der portugiesischen Kolonialkriege 1961 wurden die Tendenzen der Studierenden des Hauses immer offensichtlicher, sodass die portugiesische Geheimpolizei PIDE die „Casa dos Estudantes do Império“ im September 1965 schloss.

## Zahlen
Laut Daten des portugiesischen Nationalarchivs Arquivo Nacional da Torre do Tombo waren in der gesamten Zeit 3291 Studentinnen und Studenten Mitglieder des Hauses, davon 2126 in Lissabon, 1071 in Porto und 206 in Coimbra. Laut denselben Daten kamen die Mitglieder aus den folgenden Kolonien bzw. Ländern:
- Portugiesisch-Angola: 952
- Portugal: 821
- Portugiesisch-Ostafrika (Mosambik): 455
- Kap Verde: 286
- Portugiesisch-Indien: 68
- Portugiesisch-Guinea: 66
- São Tomé e Príncipe: 49
- Macau: 44
- Portugiesisch-Timor: 12
- Aus anderen Ländern: 51

## Bekannte Mitglieder
- Amílcar Cabral, Gründer der PAIGC
- Lúcio Lara, Generalsekretär der MPLA
- Agostinho Neto, erster Staatspräsident Angolas
- Marcelino dos Santos, Gründungsmitglied der FRELIMO
- Pedro Pires, Präsident Kap Verdes
- Vasco Cabral, kapverdischer Minister und späterer Vize-Präsident
- Mário Pinto de Andrade, Gründungsmitglied der MPLA
- Sérgio Vieira, Gründungsmitglied der FRELIMO, späterer Vorsitzender der Banco de Moçambique
- Luandino Vieira, angolanischer Schriftsteller
- Manuel Rui Monteiro, angolanischer Schriftsteller
- Rui Mingas, angolanischer Musiker
- António Jacinto, angolanischer Dichter
- Óscar Monteiro, Gründungsmitglied der FRELIMO, Minister der Übergangsregierung und im ersten Kabinett Machels
- José Craveirinha, mosambikanischer Dichter
- Joaquim Chissano, Gründungsmitglied der FRELIMO, späterer Staatspräsident Mosambiks
- Miguel Trovoada, Gründungsmitglied der MLSTP, späterer Premierminister und Staatspräsident São Tomé und Príncipes
- Francisco José Tenreiro, são-toméischer Dichter
- Alda Lara, angolanische Dichterin
- Pepetela, angolanischer Schriftsteller

Quelle: